# Фоменко, Виктория Викторовна
Викто́рия Ви́кторовна Фоме́нко (укр. Вікторія Вікторівна Фоменко; род. 2 октября 1970) — украинская легкоатлетка, специалистка по бегу на короткие дистанции. Выступала за сборную Украины по лёгкой атлетике в 1993—2001 годах, обладательница бронзовой медали Игр доброй воли в Санкт-Петербурге, бронзовая призёрка Всемирной Универсиады в Фукуоке, победительница Кубка Европы, чемпионка Украины в беге на 200 метров, участница летних Олимпийских игр в Атланте. Мастер спорта Украины международного класса. Преподаватель физического воспитания Харьковского политехнического института.

## Биография
Виктория Фоменко родилась 2 октября 1970 года. Занималась лёгкой атлетикой в Харькове, представляла физкультурно-спортивное общество «Динамо».
Первого серьёзного успеха на международном уровне добилась в сезоне 1993 года, когда вошла в состав украинской сборной и выступила на соревнованиях Pearl European Relays в Портсмуте, где вместе с соотечественницами выиграла серебряную медаль в зачёте эстафеты 4 × 200 метров.
В 1994 году на Кубке Европы в Бирмингеме одержала победу в эстафете 4 × 100 метров, в той же дисциплине завоевала бронзовую награду на Играх доброй воли в Санкт-Петербурге. Принимала участие в чемпионате Европы в Хельсинки — в беге на 200 метров дошла до стадии полуфиналов, тогда как в эстафете 4 × 100 метров в финале стала четвёртой.
В 1995 году бежала 200 метров на чемпионате мира в помещении в Барселоне, в полуфинале установила свой личный рекорд 23,47, но этого оказалось недостаточно для выхода в финал. На Кубке Европы в Лилле взяла бронзу в дисциплине 200 метров и в эстафете 4 × 400 метров. В тех же дисциплинах стартовала на чемпионате мира в Гётеборге. Будучи студенткой, представляла Украину на Всемирной Универсиаде в Фукуоке — в беге на 200 метров дошла до полуфинала, в эстафете 4 × 400 метров стала бронзовой призёркой.
В 1996 году на Кубке Европы в Мадриде в эстафетах 4 × 100 и 4 × 400 метров была четвёртой и второй соответственно. В беге на 200 метров с личным рекордом на открытом стадионе 22,57 победила на чемпионате Украины в Киеве. Благодаря череде успешных выступлений удостоилась права защищать честь страны на летних Олимпийских играх в Атланте — в дисциплине 200 метров остановилась на стадии четвертьфиналов, в эстафете 4 × 400 метров не смогла преодолеть предварительный квалификационный этап.
В 1997 году среди прочего бежала эстафету 4 × 100 метров на чемпионате мира в Афинах.
В 1998 году в беге на 200 метров выиграла зимний чемпионат Украины во Львове.
В 2000 году отметилась выступлением на Кубке Европы в Гейтсхеде, на дистанции 200 метров финишировала пятой.
Завершила спортивную карьеру по окончании сезона 2001 года.
За выдающиеся спортивные достижения удостоена почётного звания «Мастер спорта Украины международного класса».
С 2007 года преподаёт на кафедре физического воспитания Харьковского политехнического института.